# Takht-e Marmar

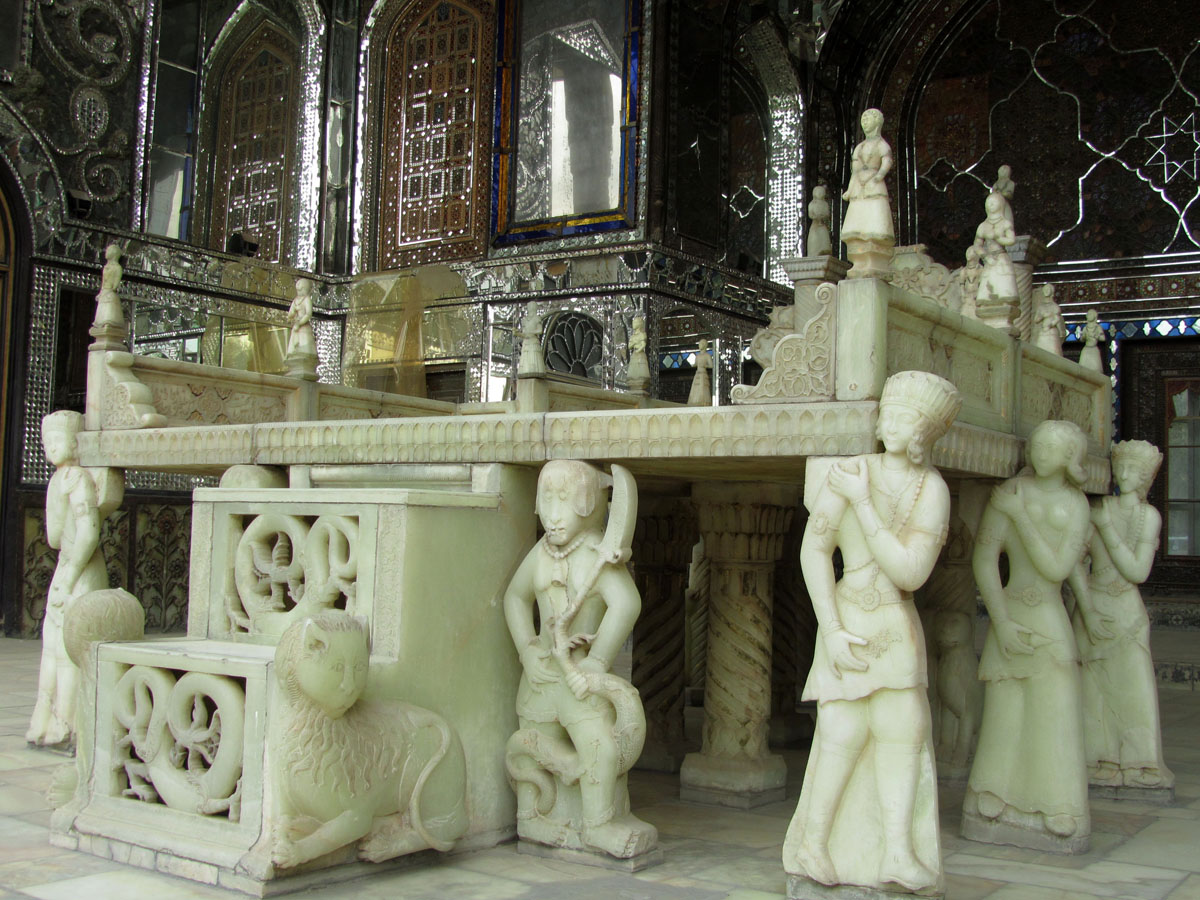
Il trono marmoreo così come appare oggi

Il Trono di Marmo, o anche il trono marmoreo (in persiano تخت مرمر‎, Takht-e Marmar), è un antico seggio reale persiano situato al Palazzo del Golestan, a Teheran.
Il trono venne realizzato tra il 1747 e il 1751, dal progettista Mirza Baba Shirazi (Naqqash Bashi), e dallo scultore reale Mohammad Ebrahim Esfahani. È costituito da 65 pezzi di pietra marmorea estratta dalle cave di Yazd. Alla base del trono sono scolpite figure, che lo supportano, a forma di uomini, donne, fate, e demoni.
È ipotizzato che il "Balcone Reale" del Trono di marmo fu realizzato sotto il regno di Karim Khan Zand, anche se abdicò. Oltretutto preferì sempre sedersi su un tappeto, piuttosto che su un trono, per questi motivi il suo patronaggio per la realizzazione del grande manufatto è dubbio. Subì un doppio rimaneggiamento durante l'epoca Qajar. Le colonne di pietra gemelle del balcone sono state quindi trasferite a Teheran, per ordine di Agha Mohammad Khan, da Shiraz.
Il Trono del Sole fu probabilmente modellato successivamente.